# Zagortsi (distrikt i Bulgarien, Burgas)
Zagortsi (bulgariska: Загорци) är ett distrikt i Bulgarien.   Det ligger i kommunen Obsjtina Sredets och regionen Burgas, i den östra delen av landet, 300 km öster om huvudstaden Sofia.
Trakten runt Zagortsi består till största delen av jordbruksmark. Runt Zagortsi är det glesbefolkat, med 14 invånare per kvadratkilometer.